# Gustavo Iruegas
Gustavo Iruegas Evaristo (6 de septiembre de 1942 - 22 de octubre de 2008) fue un diplomático y político mexicano. Obtuvo el título de maestría en administración militar para la seguridad nacional por el Colegio de la Defensa Nacional de la Secretaría de la Defensa Nacional.[cita requerida] En sus 38 años de carrera diplomática, participó en varias misiones de México en diversas naciones de América Latina y el Caribe, y se desempeñó también en diversos cargos en la Secretaría de Relaciones Exteriores relacionados con organismos internacionales. Asimismo, publicó con regularidad artículos de opinión para el periódico mexicano La Jornada.
Fue profesor de Relaciones Internacionales en la Facultad de Ciencias Políticas y Sociales de la UNAM, y en la universidad Iberoamericana.
Fue cónsul de México en San Diego, California, Estados Unidos. Fue Encargado de Negocios en las Embajadas de México en Nicaragua y El Salvador, además de haber sido Subsecretario de Relaciones Exteriores para América Latina y el Caribe. Fue embajador de México en Uruguay, Jamaica, y fue el último Embajador de México en Noruega, antes del cierre de la Embajada de México en aquel país nórdico durante el gobierno del Presidente Vicente Fox. Adelantó su retiro del Servicio Exterior por las diferencias que tuvo su postura con la presidencia respecto al manejo de la relación bilateral con Cuba, país donde había iniciado su carrera diplomática. Después de Cuba fue adscrito a Argentina y Brasil. Destacó por ser el responsable de organizar la primera Cumbre Iberoamericana de jefes de Estado, que se celebró en Guadalajara.
Perteneció al denominado "Gobierno legítimo" de Andrés Manuel López Obrador, donde fungió como Secretario de Relaciones Internacionales.